# Forshom
Forshom (persiska: فرشم) är en ort i Iran.   Den ligger i provinsen Gilan, i den norra delen av landet, 230 km nordväst om huvudstaden Teheran. Antalet invånare är 659.
Terrängen runt Forshom är mycket platt. Runt Forshom är det ganska tätbefolkat, med 155 invånare per kvadratkilometer. Närmaste större samhälle är Rasht, 18,0 km väster om Forshom. Trakten runt Forshom består till största delen av jordbruksmark.